# Luis García Fernández
Luis García Fernández, mest känd som bara Luis García, född 6 februari 1981 i Oviedo, Spanien, är en spansk fotbollsspelare som för närvarande spelar för Zaragoza i Primera División.
García började sin proffskarriär i Real Madrids C-lag för att sedan ta sig till B-laget. Han fick dock aldrig chansen att spela för A-laget och gick 2003 istället till Real Murcia. Han lyckades göra 11 ligamål under sin tid med Murcia, men när klubben relegerades från Primera División sökte han sig vidare till RCD Mallorca. Han gjorde 11 mål för Mallorca på 37 ligamatcher och laget lyckades näppeligen undvika nedflyttning. 2005 gick García till Barcelona-klubben Espanyol där han spelar än idag.
García hjälpte klubben ta sig till finalen i UEFA-cupen 2006/2007, där Espanyol dock förlorade på straffavgörande mot Sevilla.  García var en av tre spelare i Espanyol som missade sin straffspark.  Att ta sig till UEFA-cupfinalen räknas dock än idag som en av klubbens största framgångar.  2006 var han även med och tog guld i Copa del Rey.
2007 fick García för första gången chansen att spela för spanska landslaget. Han har idag spelat sammanlagt sju landskamper men utan att ha gjort något mål.
2008 ska Tottenham ha lagt ett bud värt nio miljoner pund på García. Senare dementerade dock Tottenhams manager Juande Ramos ryktena och sade att det aldrig var aktuellt.
I juni 2009 riktades det om att engelska Aston Villa var intresserade av att värva García. Även Porto ska ha varit intresserade av att hitta en ersättare för Lisandro Lopez.
García gjorde i augusti 2009 det första målet någonsin på Espanyols nya arena Estadio Cornellà-El Prat i en träningsmatch som Espanyol vann med 3–0 mot Liverpool. Ben Sahar gjorde de två andra målen.
På transferfönstrets sista dag 31 augusti 2011 skrev han på ett treårskontrakt med Zaragoza.

## Fotnoter
1. ↑  ”Espanyol v Sevilla - penalty shootout sequence”. Reuters UK. 16 maj 2007. Arkiverad från originalet den 27 april 2013. https://archive.today/20130427194358/http://uk.reuters.com/article/idUKL1617591120070516. Läst 3 april 2010.
2. ↑  ”Om RCD Espanyol”. Penya Espanyolista de Suecia. http://www.penyaespanyolistasuecia.com/page2.php. Läst 3 april 2010.[död länk]
3. ↑  ”Tottenham agree £9m deal for Espanyol striker Luis Garcia after fending off rivals Benfica”. Daily Mail. 10 juli 2008. http://www.dailymail.co.uk/sport/football/article-1034025/Tottenham-agree-9m-deal-Espanyol-striker-Luis-Garcia-fending-rivals-Benfica.html.
4. ↑  ”Spurs snub Luis Garcia”. The Sun. 17 juli 2008. http://www.thesun.co.uk/sol/homepage/sport/football/article1436281.ece.
5. ↑  ”Espanyol's Luis Garcia On Aston Villa's Radar - Report”. goal.com. 30 juni 2009. http://www.goal.com/en/news/11/transfer-zone/2009/06/30/1354915/espanyols-luis-garcia-on-aston-villas-radar-report.
6. ↑  ”FC Porto Ponder Move For Espanyol's Luis Garcia”. goal.com. 20 juni 2009. Arkiverad från originalet den 23 juni 2009. https://web.archive.org/web/20090623062538/http://www.goal.com/en/news/11/transfer-zone/2009/06/20/1335825/fc-porto-ponder-move-for-espanyols-luis-garcia. Läst 31 mars 2010.
7. ↑  ”Espanyol 3-0 Liverpool: Reds Crushed As Catalans Celebrate New Stadium In Style”. goal.com. 2 augusti 2009. http://www.goal.com/en/news/9/england/2009/08/02/1418448/espanyol-3-0-liverpool-reds-crushed-as-catalans-celebrate.